# Agoney
Agoney Hernández Morales (Adeje, Ténérife - 18 octobre 1995) connu sous le nom artistique Agoney, est un chanteur espagnol qui s'est fait connaître grâce au sa participation au programme Operación Triunfo 2017 à la Televisión Española, où il était en sixième position. En raison de son grand potentiel vocal et de la polyvalence de sa voix, il a été surnommé « le canari de la voix doré » ou « le canari doré ».

## Biographie
Agoney a commencé à jouer de la trompette à 6 ans et à 14 ans, il a commencé des leçons de chant. Il a étudié le baccalauréat en arts du spectacle et avant d'entrer à l'Operación Triunfo était chanteur dans un hôtel à Tenerife.

### 2017-2018: Opération Triunfo 2017
En 2017, il est apparu aux castings de l'Operación Triunfo 2017 et a été choisi comme l'un des 16 participants du concours de talents.
Il a terminé 6e de l'Operación Triunfo et a été le dernier expulsé de l'édition, mais il a pu choisir de représenter l'Espagne à Eurovisión grâce à la chanson « Magia » qu'il a chantée en duo avec Miriam Rodríguez. Bien qu'à la fin ils n'aient pas été choisis pour représenter le pays.

### Depuis 2018
Après avoir terminé le programme de télévision, il a commencé sa carrière solo. Entre octobre et décembre 2018, il a fait sa première tournée solo. La tournée a commencé le 11 octobre 2018 dans sa ville natale, Adeje, et a visité de grandes villes espagnoles telles que Madrid, Valence, Barcelone ou Saragosse. Il a également participé à plusieurs clips vidéo. Il est devenu une icône de la communauté LGBT, en fait, il a été l'un des crieurs de la LGTBI + Pride à Madrid 2018.
En novembre 2019, Agoney a effectué la première tournée musicale hors d'Espagne, plus précisément en Argentine.
En août 2020, il a sorti ‘Libertad’, son premier album, qui a fait ses débuts au numéro 1 du classement des albums espagnols.
Le 26 octobre 2022, sa participation au Benidorm Fest 2023 a été annoncée, un événement organisé pour sélectionner la candidature représentative de l'Espagne au Concours Eurovision de la chanson cette année-là. Le 19 décembre, Agoney a publié sur ses réseaux sociaux la chanson « Quiero arder », sa candidature au Benidorm Fest 2023, commençant comme le grand favori du public. Enfin Agoney a terminé deuxième du classement avec un total de 145 points.

## Discographie

### Album
- 2020 : Libertad
- 2022 : Libertad Tour
- 2024 : Dicotomía

### En solitaire
- 2018 : Quizás
- 2019 : Black
- 2020 : Libertad (prélude)
- 2020 : Más
- 2020 : Edén
- 2021 : Soy Fuego
- 2021 : ¿Quién Pide Al Cielo Por Ti?
- 2022 : Bangover
- 2022 : Cachito
- 2022 : Quiero arder
- 2023 : Intacto
- 2024 : Tormenta
- 2024 : Éxtasis

### Collaborations
- 2018 : El mundo entero (avec Ana Guerra, Aitana, Mimi Doblas, Raoul Vázquez ì Maikel Delacalle)
- 2020 : Strangers (avec Brian Cross)
- 2020 : Sin Miedo 2020 (avec Rosana, Álex Ubago, Efecto Pasillo, Mónica Naranjo, Rosario Flores, Soledad Pastorutti, etc)
- 2020 : Piensa En Positivo (avec Ana Mena, Vega, Rafa Sánchez, etc)